# Sophrolaelia
× Sophrolaelia (abreviado Sl.) en el comercio. Es un híbrido intergenérico que se produce entre los géneros de orquídeas Sophronitis y Laelia.